# Crematogaster rifelna
Crematogaster rifelna is een mierensoort uit de onderfamilie van de Myrmicinae. De wetenschappelijke naam van de soort is voor het eerst geldig gepubliceerd in 1968 door Buren.